# Corolla calceola
Corolla calceola is een slakkensoort uit de familie van de Cymbuliidae. De wetenschappelijke naam van de soort is voor het eerst geldig gepubliceerd in 1880 door A. E. Verrill.